# عثمانلي سبور
نادي عثماني سبور هو نادٍ رياضي تركي تأسس عام 1978 وتم إعادة تجديده في سنة 2011 ويلعب في الدوري التركي الدرجة الأولى.

## وصلات خارجية
- (بالتركية) الموقع الرسمي